# Kentaur csillagkép
A Kentaur (latin: Centaurus) csillagkép.

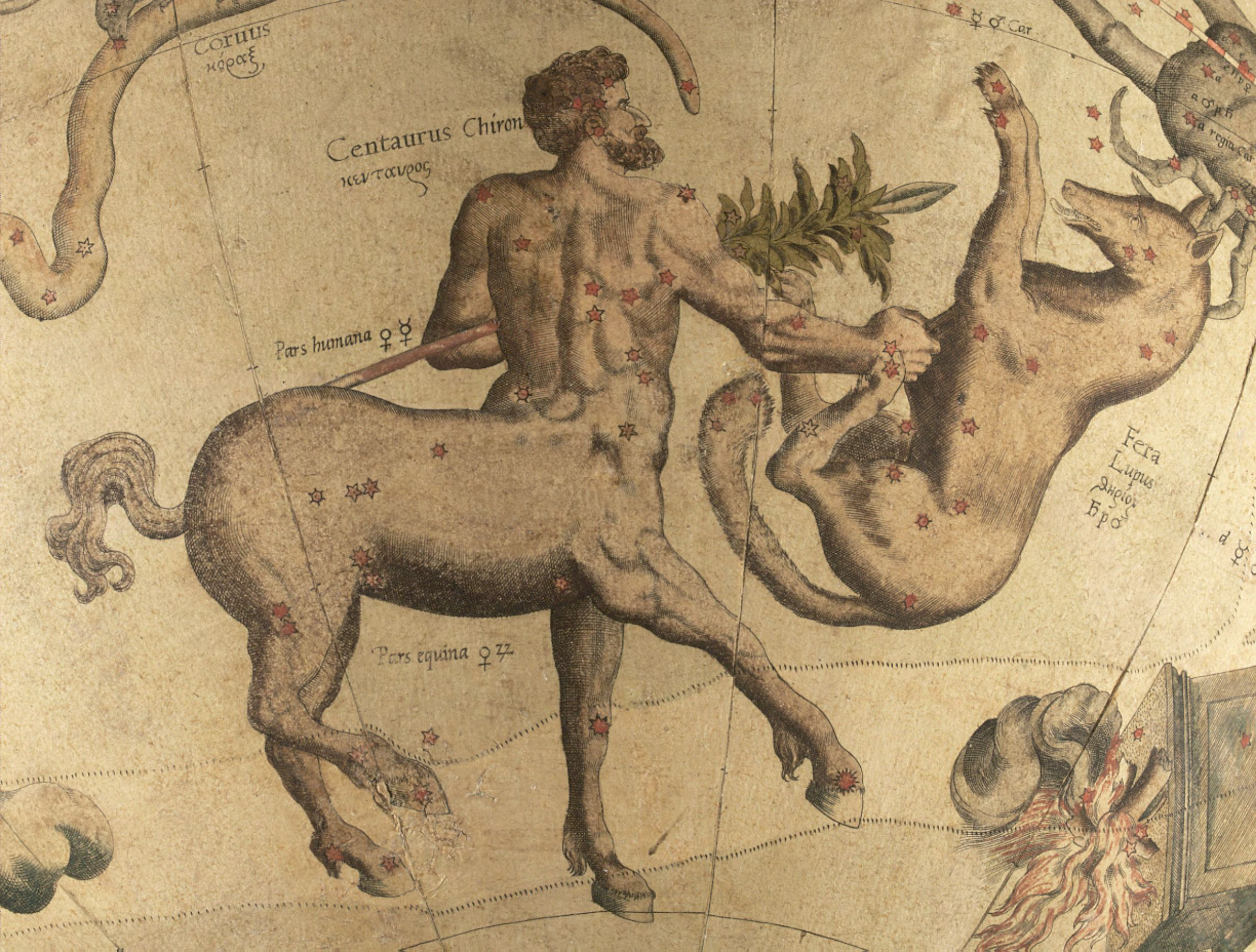
A Kentaur csillagkép a Mercatorban

## Története, mitológia
A csillagképet az 1. században Klaudiosz Ptolemaiosz már felvette a 48 csillagképet tartalmazó listára.
A kentaurok mitológiai alakok, félig ember (felsőtest), félig ló (alsótest). Egyikük Kheirón, aki Ovidius szerint Héraklésznak, Thészeusznak és Iaszónnak, az argonauták vezetőjének adott magánórákat. Más vélemények szerint a Nyilas Kheirón (Chiron), míg a Kentaur Pholosz, aki Héraklész barátja volt.
A Kentaur csillagképben található a Nap legközelebbi csillagszomszédja, a Proxima Centauri.

## Csillagok
- α Centauri – arabul Rigil Kentaurus (A kentaur lába), más források szerint Toliman (Szőlőhajtás): a Földtől 4,4 fényév távolságra lévő, kékesfehér színű, -0,01 magnitúdós csillag. Kis nyílású távcsővel már látható a két, sárga színű, 0,0 illetve 1,4 magnitúdós komponense. Az Alfa Centauritól 0,1 fényév távolságra van a Proxima Centauri, a 11m-s vörös törpe, a Naphoz legközelebbi csillag, de távcsővel nem látható együtt az Alfa Centaurival a viszonylag nagy, 2°-os szögtávolság miatt.
- β Centauri – Hadar vagy Agena: kék színű, 0,6 fényrendű, a Földtől 525 fényév távolságra lévő óriáscsillag. Az alfa- és a béta Centauri-n át húzott egyenes a Dél Keresztje csillagképre mutat.
- γ Centauri – Menkent: két 2,9m-s, kék színű komponensből áll, a távolsága mintegy 130 fényév.
- δ Centauri: kékesfehér, körülbelül 400 fényévre lévő, másodrendű szubóriás.
- ε Centauri: 175 fényév távolságra lévő kékesfehér óriás, a fényrendje 2,3m.

## Mélyég-objektumok
- NGC 3766 – nyílthalmaz
- Kék Planetáris (NGC 3918) – planetáris köd
- NGC 4945 – spirálgalaxis
- ω Centauri (NGC 5139) – gömbhalmaz
- Centaurus A (NGC 5128) – lentikuláris galaxis, nagyon erős rádióforrás
- NGC 5460 – nyílthalmaz

## Fordítás
- Ez a szócikk részben vagy egészben  a    Centaurus című angol Wikipédia-szócikk fordításán alapul.  Az eredeti cikk szerkesztőit annak laptörténete sorolja fel. Ez a jelzés csupán a megfogalmazás eredetét és a szerzői jogokat jelzi, nem szolgál a cikkben szereplő információk forrásmegjelöléseként.

- A legfényesebb csillaga az Alfa Centauri
- A Delta Centauri kettőscsillag